# Орден Дома Гогенцоллернов
Орден Королевского дома Гогенцоллернов за военные и гражданские заслуги (нем. Königlicher Hausorden von Hohenzollern) — прусская награда, орден.

## История
5 декабря 1841 года династически младшие представители рода, прусские князья Фридрих Константин Гогенцоллерн-Гехингенский и Карл Антон Гогенцоллерн-Зигмаринген учредили Княжеский Орден Дома Гогенцоллернов. Девиз княжеского ордена — «За верность и заслуги» (Für Treue und Verdienst).
В 1851 году, не прекращая существования этого Ордена, король Фридрих Вильгельм IV провозгласил учреждение Ордена Королевского Дома Гогенцоллернов. Днём учреждения Королевского Ордена был избран 150-летний юбилей коронации Фридриха I как короля Пруссии — 18 января 1851 года. Девиз королевского ордена — «От тверди к морю» (Vom Fels zum Meer). Имеется в виду территориальная протяжённость от вершины скалы замка Гогенцоллерн до Балтийского моря.
Крест 1-й степени носили на плечевой ленте, 2-й степени — на шейной ленте, 3-й, 4-й и 5-й степеней — на ленте на левой стороне груди. Королевский орден носили на орденской цепи. 1-я и 2-я степени ордена имели орденские звёзды.

## Ранги ордена
- Княжеский орден Дома Гогенцоллернов — для награждения за гражданские заслуги
- Королевский прусский орден Дома Гогенцоллернов (с мечами и без) — соответственно награждались за военные и гражданские заслуги.

## Классы ордена
Орден Королевского Дома Гогенцоллернов изначально подразделялся на четыре класса: Великого Комтура, Комтура, Рыцаря и «Обладателя» Ордена; и два дивизиона: военный и гражданский. Знаки для II, III и IV классов в двух дивизионах были абсолютно разными: в военном — в виде креста, в гражданском — в виде чёрного династического орла.
- Княжеский Орден Дома Гогенцоллернов. Рыцарский крест с мечами
- Орден Королевского Дома Гогенцоллернов (военный дивизион)
- Орден Королевского Дома Гогенцоллернов. Знак Рыцаря (военный дивизион)
- Орден Королевского Дома Гогенцоллернов. Знак Рыцаря (гражданский дивизион)
- Цепь Ордена Королевского Дома Гогенцоллернов со знаком